# Cikerai
Cikerai is een bestuurslaag in het regentschap Cilegon van de provincie Banten, Indonesië. Cikerai telt 2962 inwoners (volkstelling 2010).